# Tekstualisme
Tekstualisme (engelsk: textualism) er både en deskriptiv og normativ teori inden for jura og lovfortolkning, der angår hvordan dommere skal afgøre sager. Her er fortolkningen af loven primært baseret på den almindelige betydning af lovteksten, hvor der ikke tages hensyn til ikke-tekstuelle kilder, såsom hensigten med loven ved vedtagelsen, spørgsmål om lovens retfærdighed eller korrekthed. Ligeledes vil der heller ikke nødvendigvis skelnes til spørgsmål vedrørende det problem, som loven havde til hensigt at afhjælpe.

## Definition
En tekstualist vil "se på den lovbestemte struktur og høre ordene, som de ville lyde i sindet på en dygtig, objektivt fornuftig bruger af ord" Tekstualisten tillægger således ikke det lovhistoriske materiale særlig vægt, når denne forsøger at fastslå betydningen af en tekst. Tekstualisme bliver ofte fejlagtigt sammenblandet med originalisme og blev fortalt af højesteretsdommere såsom Hugo Black og Antonin Scalia; sidstnævnte tilkendegav bl.a. sine synspunkter i sin Tanner-forelæsning fra 1997: "[det] er loven, der styrer, ikke lovgiverens hensigt." Selvom den tidligere amerikanske højesteretsdommer Oliver Wendell Holmes Jr. ikke selv var tekstualist, beskrev han denne filosofi og dens afvisning af intentionalisme godt som: "Vi spørger, ikke hvad denne mand mente, men hvad disse ord ville betyde i munden på en normal engelsktalende, under de omstændigheder, som de blev brugt (...) Vi spørger ikke, hvad lovgiver mente; vi spørger kun, hvad lovbestemmelserne betyder."
Tekstualister hævder, at domstole bør læse ordene i en lovbestemt tekst, som ethvert almindeligt medlem af Kongressen ville have læst dem. De leder efter den betydning "som en fornuftig person ville hente fra lovteksten, placeret ved siden af resten af corpus juris [lovsamlingen]". Tekstualisten bekymrer sig om det lovbestemte formål i det omfang, det antydes af teksten.
Streng konstruktionisme bliver ofte misbrugt af almindelige personer og kritikere af tekstualisme, som et synonym for tekstualisme. Selvom en tekstualist godt kan være en streng konstruktionist, er disse to filosofier karakteriseret ved egne unikke særpræg og synspunkter. Dette kan illustreres ved at citere Antonin Scalia, som påpegede, at: "[t]ekstualisme ikke må forveksles med såkaldt streng konstruktionisme, en forringet form for tekstualisme, der bringer hele filosofien i miskredit. Jeg er ikke en streng konstruktionist, og det burde ingen være. . . En tekst skal ikke fortolkes strengt, og den skal ikke fortolkes mildt; den skal fortolkes rimeligt, for dens retfærdige betydning".